# АрВид

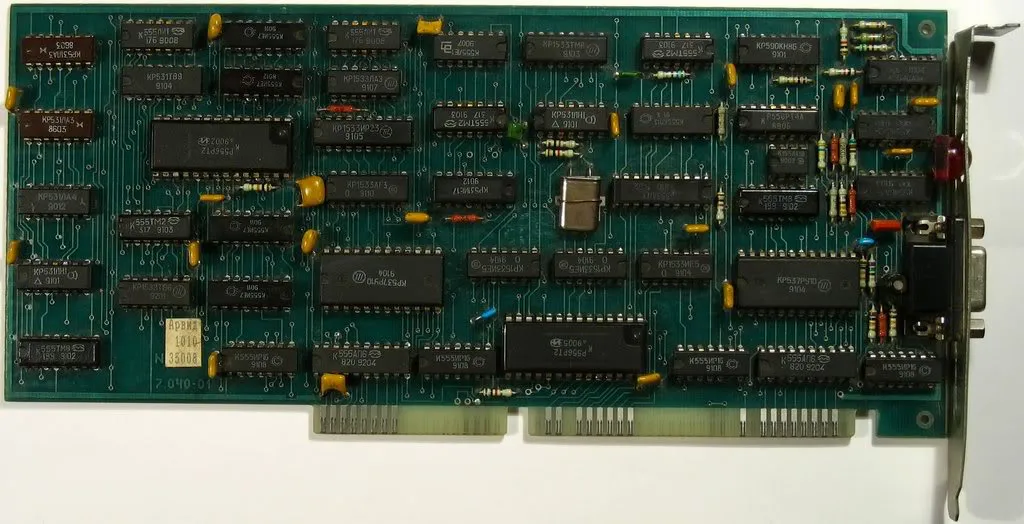
Арвид 1010

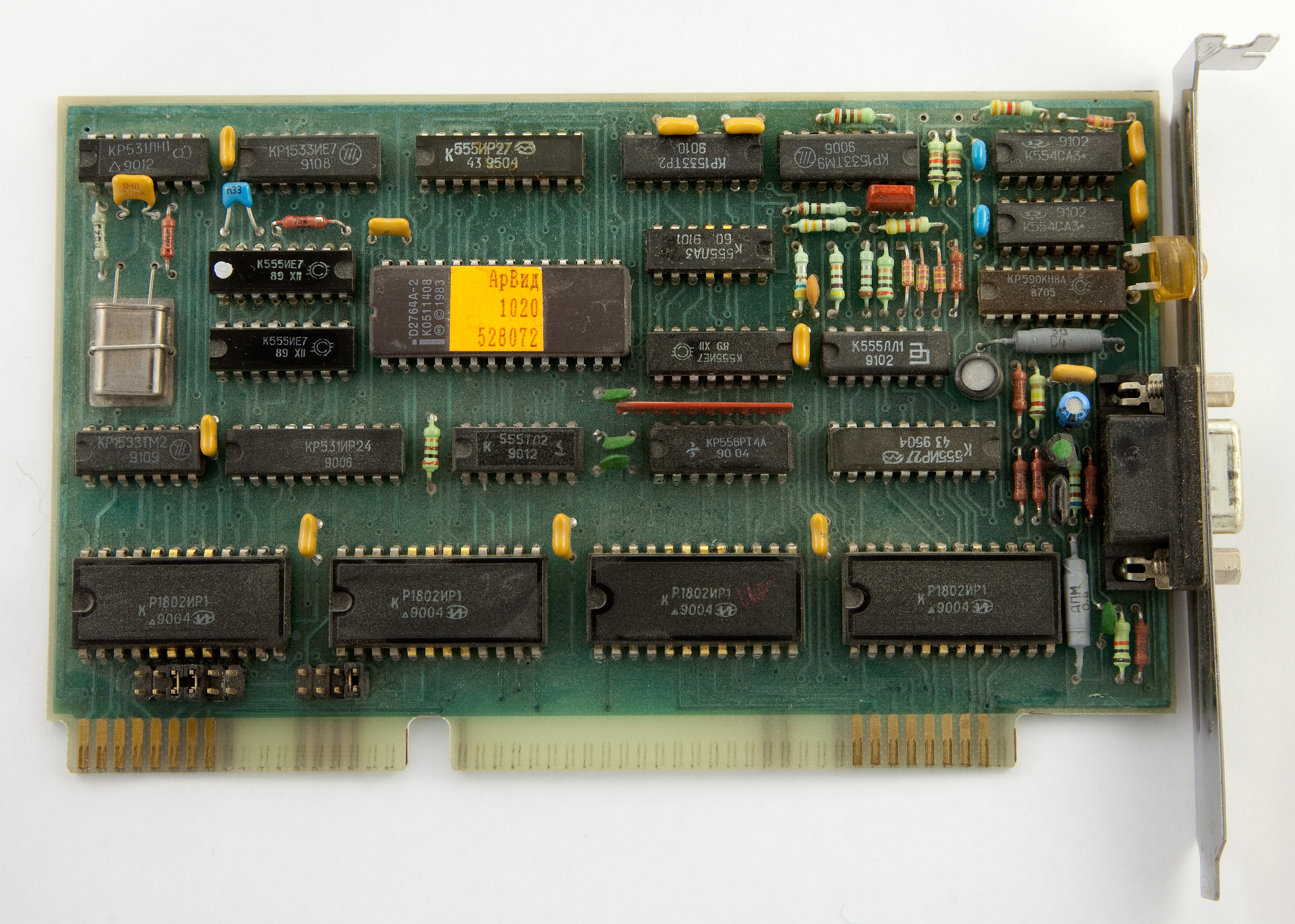
Арвид 1020

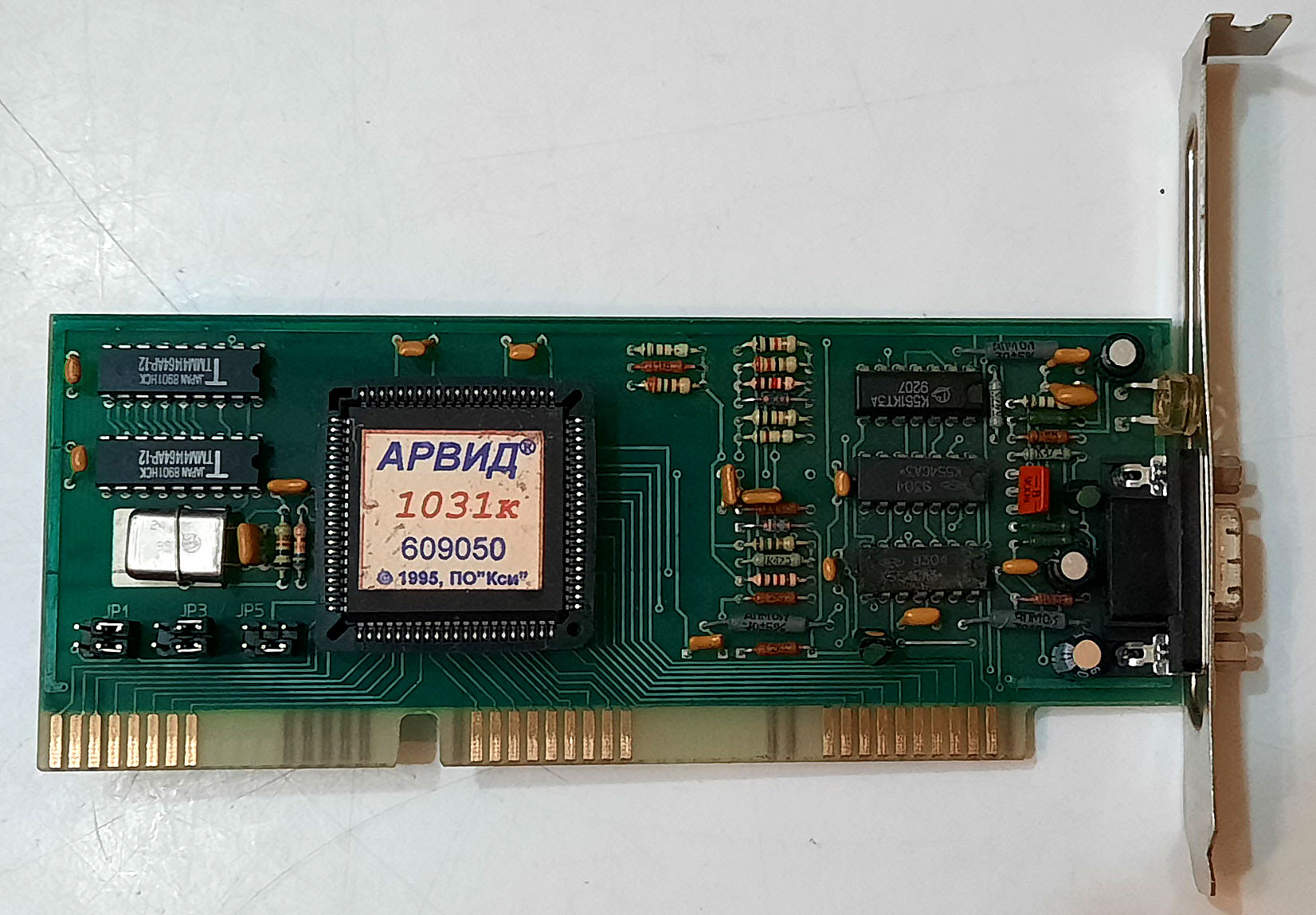
Arvid 1031k

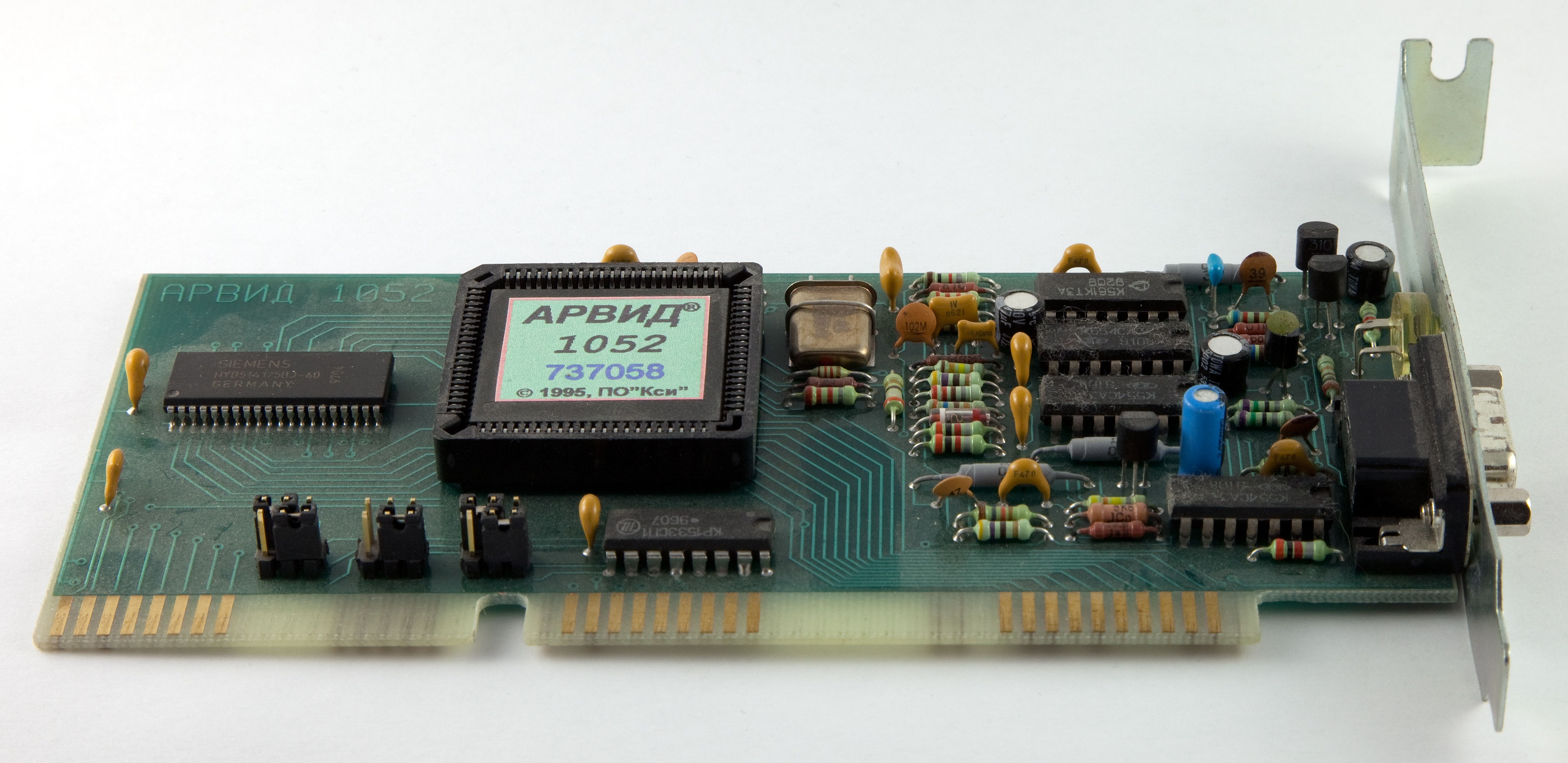
Арвид 1052

АрВид (Архиватор на Видео) — интерфейсная плата для IBM-совместимых компьютеров, позволяющая использовать бытовой видеомагнитофон формата VHS в качестве стримера. Имела распространение в середине 1990-х годов в странах бывшего СССР, когда видеомагнитофоны и кассеты для них были значительно более доступны для домашних пользователей, чем специализированные стримеры. Наиболее широко применялась для резервного копирования данных.
Производилось ПО КСИ в Зеленограде.

## Достоинства
- Использование дешёвых видеокассет и видеомагнитофонов для резервного копирования данных.
- Коррекция ошибок с использованием кода Голея в модели 1010 и кода Рида-Соломона в моделях с 1020 до 1052.
- Лёгкость копирования данных между двумя видеомагнитофонами, не требующая использования компьютера.
- Возможность исправления ошибок сессии записи данных: неудачно записанные файлы будут дописаны (повторно) на ленту, с автоматической коррекцией каталога.
- Для проверки записанных данных не требуется проводить сравнение с источником — достаточно чтения данных ленты.
- Работа с каталогами в режиме offline, без необходимости чтения ленты
- Каталог ленты является обычным файлом. Возможны копирование, передача, архивирование каталогов лент архива.
- Режим восстановления каталога с ленты.
- Имелось программное обеспечение для операционных систем DOS и Windows вплоть до Windows XP SP3[источник не указан 5122 дня], а также Linux, FreeBSD и OS/2.

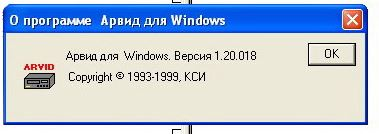
Окно "О программе" По Арвид под Windows

## Недостатки
- Недостаточная программная поддержка[источник не указан 5122 дня]
- Зависимость от качества электронного тракта видеомагнитофона, что привело к снижению объёма в несколько раз по сравнению с потенциально возможным. Устранение этого недостатка потребовало бы выпустить на рынок, фактически, специализированные стримеры с механикой видеомагнитофона и собственной электроникой, что даже на спаде популярности АрВида (в период, когда кассетная запись вытеснялась цифровой, а жёсткие диски стали по объёму «наступать АрВиду на пятки»), несмотря на удешевление механики видеомагнитофонов, едва ли представлялось возможным, даже если бы такая «последняя модель» оказалась бы конкурентоспособной и продлила бы эру АрВида ещё на несколько лет. Таким образом, этот недостаток стал в итоге фатальным, обусловив моральное старение и уход АрВида с рынка.

## Описание устройства
Видеомагнитофон подключался к компьютеру через плату АрВид с интерфейсом ISA при помощи кабеля для передачи низкочастотного композитного видеосигнала и управлялся через инфракрасный светодиод путём эмуляции команд пульта дистанционного управления.
Устройство могло работать в двух режимах: низкоскоростном (200 КБ/сек) и высокоскоростном (350 КБ/сек). Не все видеомагнитофоны уверенно поддерживали высокоскоростной режим.
Высокоскоростной режим поддерживался платами версии 1051 и 1052.
На кассету E-180 умещалось около 2 ГБ данных в низкоскоростном режиме и порядка 3,25 ГБ несжатых данных в высокоскоростном. Сжатие было довольно примитивным, эффективным в основном для текстовых файлов и длинных повторяющихся последовательностей.

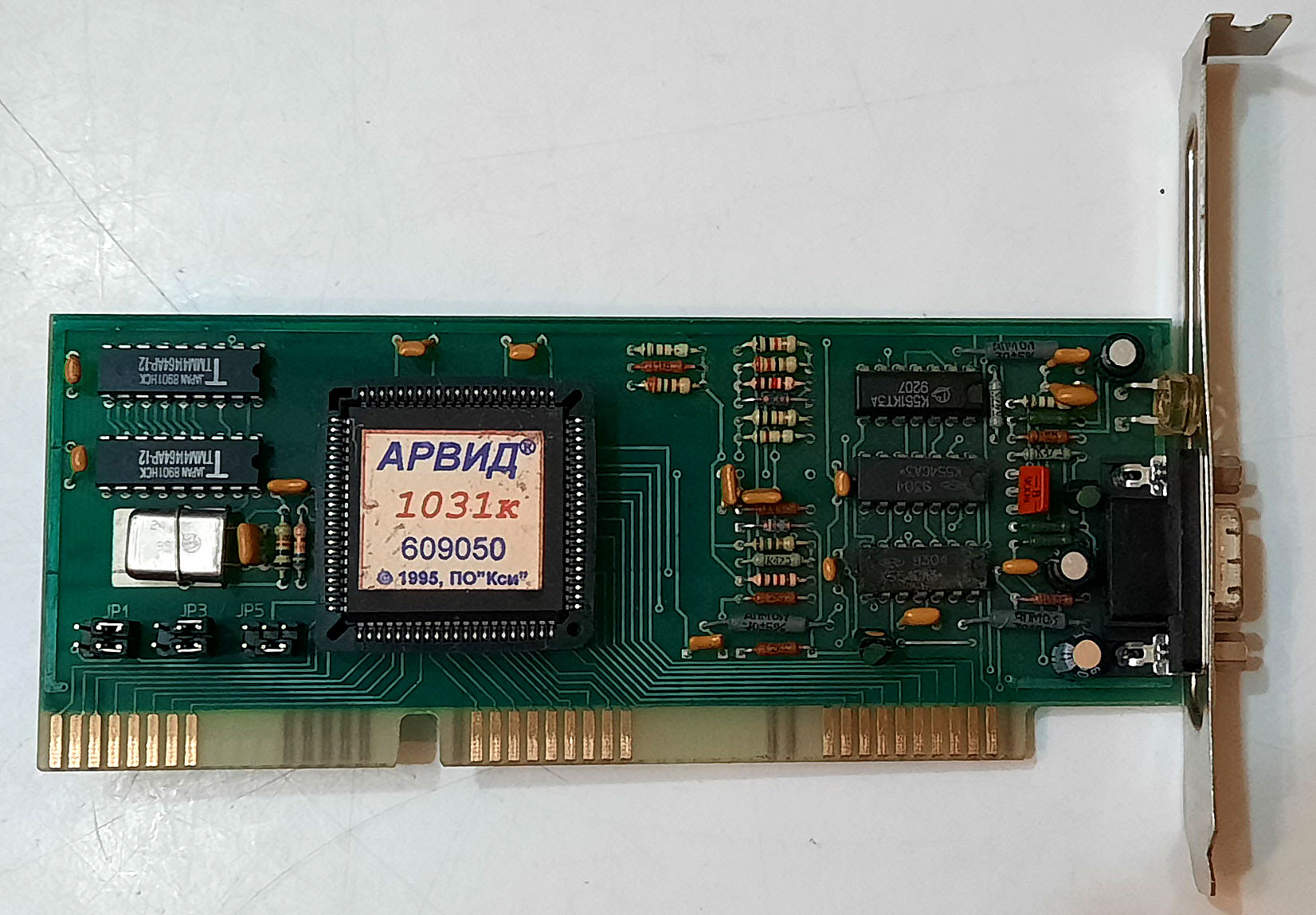
Arvid 1031k

Данные кодировались двумя уровнями сигнала яркости, сигналы цветности не использовались. Это повышало надёжность за счёт снижения плотности записи.
Бытовые видеомагнитофоны не имели стандартизированных интерфейсов для управления ими извне, а разнообразие моделей не позволяло использовать любые проприетарные диагностические интерфейсы производителей и сильно усложнило бы подключение для рядовых пользователей. Поэтому управление видеомагнитофоном осуществлялось посредством эмуляции команд штатного пульта дистанционного управления видеомагнитофона. Для этого использовался специальный «режим обучения», в котором пользователь наводил пульт видеомагнитофона на находящийся на задей планке платы приёмник инфракрасных сигналов и по запросу программы нажимал требуемые кнопки («перемотка вперёд», «перемотка назад», «воспроизведение», «стоп» и т. д.) Последовательность ИК-импульсов, соответствующая каждому такому нажатию, сохранялась в конфигурационном файле и в дальнейшем воспроизводилась при работе. К программе прилагались файлы для наиболее распространённых моделей видеомагнитофонов того времени.
На планке также размещался разъемом DB9 для подключения единого 6-жильного кабеля, по которому передавался аналоговый низкочастотный видеосигнал. К одной из пар проводов кабеля был подключен ИК-диод, который следовало расположить напротив окошка ИК-приёмника видеомагнитофона; на этот диод передавались выдаваемые платой команды.
Быстрое и точное позиционирование на необходимое место ленты для немедленного начала чтения или записи было также невозможным, поскольку видеомагнитофон не имел возможности передать на компьютер информацию о текущем её положении. Поэтому в процессе чтения с ленты программное обеспечение запоминало приблизительные временные задержки, требуемые для подмотки кассеты на необходимое место. По результатам позиционирования профиль ВМ калибровался и задержки корректировались, что по мере работы приводило к постоянно уточняющемуся позиционированию ленты на нужный участок, и со временем дополнительная подмотка практически не требовалась, а скорость позиционирования приближалась к таковой у полностью цифровых стримеров, имеющих полноценные цифровые каналы управления и обратной связи.

## Модели
- АрВид 600 — начальная модель-прототип, для внутреннего использования. Упоминается в документации как начало разработки. Могла использовать одну модель видеомагнитофона (Toshiba V-109CZ, попавшую партией в КСИ по случаю).
- АрВид 1010 — первая коммерческая модель устройства, выпущенная в 1992 году. Скорость записи около 100Кбайт/с.
- АрВид 1020 — выпущен в 1994 году, использовал более современную элементную базу. Поддерживает режим удвоенной плотности записи со скоростью около 200Кбайт/с. Использовал 16bit DMA, поэтому имелись проблемы на некоторых материнских платах[3].
- АрВид 1030(?)/1031 — в этих моделях были исправлены многочисленные недочёты предыдущих моделей. Они потребляют меньше энергии и имеют меньший размер, чем их предшественники. Аппаратный буфер памяти увеличен с 4 кбайт до 64 кбайт. Сам АрВид теперь построен на FPGA ПЛИС Actel A1020B-PL84C. Появилось программное обеспечение для работы под Windows, изменён формат файлов оглавлений лент на .avt (старые .tdr доступны для чтения).
- АрВид 1051/1052 — выпущена в 1995 году. В этих моделях появилась высокая скорость обмена (325 КБ/с) и аппаратный буфер размером в 128/512 кБ EDO RAM, соответственно. Повышенная скорость обмена позволила записывать 3,25 Гб данных на 180 минутную видеокассету. В остальном похожи на 1031. Модель 1051 широкого распространения не имела.

## Сворачивание проекта
С конца 1998 года компания «Кси» начала испытывать трудности связанные с растущей конкуренцией «Арвиду» со стороны других типов устройств массового хранения информации
Еще один "российский слон" массового рынка - маленькая зеленоградская компания "Кси" (www.arvid.ru) - попал в рыночную западню. Ее оригинальный стример "Арвид", использующий в качестве носителя видеокассету VHS, испытывает все большее давление со стороны дешевеющих винчестеров и CD-рекордеров. Цена системы демонстрирует прискорбную стабильность: она не опускается ниже 80 долларов, хотя разработчики в последней модели "Арвид-1052" добились скорости записи 325 Кбайт/с, что является пределом для бытовых видео. Спад рынка "Арвидов" может привести, в лучшем случае, к переориентации "Кси". Как и другие фирмы, она будет вынуждена уйти с массового рынка в незаметные ниши, где уже обосновалась большая часть русских компаний. "Кси" использует в своей конструкции FPGA (Field Programmable Gate Array; см. #237, "Вейвлеты на программируемом кремнии", стр. 48-52) фирмы Actel. Попытка уйти от дорогого чипа на местный заказной эквивалент не привела к успеху: российские кремниевые мастерские по-прежнему не балуют заказчиков.